# Al-Shanfara
Al-Shanfara  (en árabe: الشنفرى‎ ) nació hacia finales del siglo V de la era cristiana y murió alrededor del año 525. Fue un semi-legendario poeta preislámico y el supuesto autor de la famosa qasida Lāmiyyāt al-'arab. Fue miembro del grupo de los sa'alik ( صعاليك) unos poetas bandoleros que se tomaban la justicia por su mano y que criticaban las hipocresías de su sociedad desde su posición de "forasteros", pues no formaban parte de las tribus de Arabia. 

## Vida
El nombre Al-Shanfara significa "el que tiene los labios gruesos". Su nombre completo puede que sea Thabit ibn Malik o Thabit ibn Aws. Lo que se sabe sobre Al-Shanfara se ha deducido de los poemas que se cree con seguridad que compuso. Parece bastante seguro que perteneció a la tribu yemenita al-Azd, probablemente específicamente al clan Al-Khazraj . A veces se le incluye entre los aghribat al-Arab (cuervos árabes), un término que se refiere a aquellos árabes cuyas madres son africanas. Sin embargo, hay quien pone en cuestión su inclusión en este grupo lo cual se debe, según el historiador Bernard Lewis, a que en fuentes tempranas había una tendencia a la confusión entre ambos grupos.
Detalles sobre la biografía de Al-Shanfara aparecen en una serie de "informes" pseudo-históricos llamados akhbar que se encuentran incluidos en antologías como Kitab al-Aghani del autor Abu al-Faraj Al-Isfahani o en otro tipo de obras como el comentario sobre la Mufaddaliyat de Muhammad bin al-Qasim al-Anbari. Estos akhbar explican principalmente cómo llegó a ser exiliado de su tribu. En una de esas historias se cuenta que cuando era joven el poeta fue llevado cautivo por la tribu Fahm. Más tarde, un clan que pertenecía a la propia y antigua tribu de Al-Shanfara capturó a un miembro de los Fahm para exigirle un rescate por Al-Shanfara. El poeta vivió a partir de entonces en este clan distinto de su tribu como uno más hasta que se peleó con una joven de dicho clan, quien lo rechazó por no ser de un clan distinto. En este punto, Al-Shanfara regresó con los Fahm y juró vengarse de los Azd. En otra versión de la historia sobre su exilio, el autor se volvió en contra de su propia tribu porque otro miembro de la misma asesinó a su padre y, la tribu se negó a aplicar la ley de venganza de sangre. No obstante, hay que otorgar a estos relatos la credibilidad justa ya que los eruditos los consideran mitos posteriores, desarrollados para explicar el odio del poeta hacia su tribu. Es obligatorio mencionar a otro poeta su'luk (singular de sa'alik) que era un gran amigo de Al-Shanfara. Se trata de Ta'abatta Sharran y se dice de ambos que eran de las pocas personas de la Arabia preislámica que podían cazar a un antílope.
Al-Shanfara murió alrededor del año 525. Lo que tradicionalmente se dice sobre su muerte es que fue asesinado como represalia por haber matado a Haram ibn Jabir. Supuestamente, cayó en una emboscada tramada por el hermano de Haram y sus dos hijos, quienes lo ataron y lo llevaron de regreso a la tribu. Cuando la tribu le preguntó dónde quería ser enterrado, se dice que respondió con lo siguiente:

No me enterréis, porque mi entierro está prohibido para vosotros, pero regocíjate, ¡oh hiena!

Cuando me quiten la cabeza - y en mi cabeza está la mayor parte de mí - y el resto de mí yazca abandonado en el campo de batalla,

Entonces no tendré ningún deseo de una vida que me anime en las noches corrompidas, condenada por mis crímenes.

Un dato curioso que aparece en los relatos tradicionales es que Al-Shanfara había jurado matar a 100 hombres de entre los Azd, pero murió habiendo asesinado solamente a 99. Conseguiría matar a su último enemigo una vez muerto, porque la propia calavera de Al-Shanfara quedó en el suelo y, cuando uno de los Azd quiso maldecirle le dio una patada a esta, se clavó una fuerte astilla y se hizo una grave herida que acabó matándole.

## Obra
En la obra de Al-Shanfara se puede encontrar una dispersión de versos individuales, así como dos largos poemas: por un lado, la Ta'iyya, conservada en la colección fundamental de versos preislámicos: la Mufaḍḍaliyāt , y por otro lado, el poema Lamiyyat al-Arab, mencionado anteriormente. Para llegar a comprender la importancia de la obra de este autor se puede atender al hecho de que sus composiciones se analizaron en al menos veinte comentarios académicos medievales y de principios de la Edad Media.

### Lamiyyat al-Arab
El poema más famoso del autor es Lamiyyat al-'Arab, o poema en L de los árabes.  Aunque su autoría ha sido cuestionada desde la época medieval, la memorable figura (expresada en primera persona en el poema) del bandido misántropo que celebra su posición al margen de la sociedad ha formado, sin duda, la percepción que hoy se tiene de Al-Shanfara. Incluso aunque nos posicionemos en la conjetura de que la Lāmiyyāt es una composición de un autor posterior, el poema sitúa igualmente a Al-Shanfara como el arquetípico bandolero de una época heroica preislámica, a la cual se mira desde una perspectiva nostálgica.
En esta conocida qasida, el autor ensalza las virtudes de los árabes frente al resto de pueblos, describe cómo era la vida siendo un forajido del desierto y pone de relieve muchas de sus propias virtudes. 

### Ta'iyya
La Ta'iyya ( Mufaḍḍaliyya núm. 20) es el segundo poema más famoso de Al-Shanfara, y su autoría rara vez ha sido discutida. La primera parte del poema o nasib (preludio amoroso) es admirado por los eruditos por su "sorprendente belleza" (versículos 1-14).. Es necesario hacer aquí una indicación pues, esta introducción amorosa no era habitual entre las composiciones de los Sa'alik ya que consideraban que había otros temas más importantes que el lamento por la pérdida de la amada. La versión en español a partir de la traducción al inglés de Charles James Lyall sería la siguiente:   

¡Pobre de mí! Ummu ‘Amr tornó su rostro firme, revoloteó y se fue:

no se despidió de sus compañeros a la hora en que se fue.

No nos avisó de lo que pretendía, pero de repente...

los cuellos de sus camellos se alzaban sobre nosotros mientras avanzaban a toda velocidad.

Ella vivía en mis ojos incluso de noche, y cuando la mañana amanecía;

y ahora ha terminado con todas las cosas, y erró y pasó y se fue.

¡Ay de mi corazón por Umaimah y todo mi anhelo por ella!

Sí, ella era el placer de mi vida, y ahora toda la alegría ha huido. 

Esta sección combina un extenso elogio a Umm 'Amr / Umaimah con el pesar por la pérdida de su amor. En los versos posteriores que no están incluidos en la cita anterior, el poeta efectúa una transición y pasa a describir su grupo de sa'alik y su estilo de vida caracterizado por el asalto: "A muchas bandas de combate, con sus arcos rojos por el uso, las llamé" (línea 15). Al-Shanfara también explica cómo viaja lejos durante sus saqueos, "para golpear a un enemigo o encontrarse con mi perdición" (línea 17). Luego comienza a elogiar a umm 'iyal, (madre del hogar y la casa). Los eruditos creen que umm 'iyal es el compañero de Al-Shanfara, Ta'abbata Sharran, y que esta sección es un extenso símil que describe cómo Ta'abbata Sharran cuidaba de sus compañeros. A medida que la descripción avanza, se vuelve cada vez más claro que umm 'iyal es un hombre a pesar de que se utilice el género femenino para describir sus actos, (la razón de la inversión de género en este pasaje no se ha explicado completamente): "un compañero de los sa'alik, no hay velo delante de ella", "se abalanza sobre el enemigo listo para la batalla, mostrando su pierna hasta la rodilla" y, posteriormente en el texto: "cuando entran en pánico, deja volar un corte blanco; dispara su reserva de flechas, y luego saca su espada "(líneas 22-25).
El clímax del poema ocurre en la línea 28:

Matamos a un peregrino por haber encontrado a otro peregrino asesinado, uno que llevaba a una bestia a sacrificar por uno con pelo enmarañado;
en Mina, donde se lanzan las piedras, en medio de los cantos de los peregrinos.

Según el comentario de Al-Anbari, este verso muestra a Al-Shanfara matando a Haram ibn Jabir, el asesino de su padre. Ya sea histórica o estrictamente literaria, la historia llama la atención por la violación de los tabúes culturales: matar a un peregrino era una abominación, aunque en este caso, el padre de Al-Shanfara parece haber sido asesinado también durante una peregrinación.

### Fa'iyya
Otro poema, la Fa'iyya, sitúa al poeta en la cima de una colina por la noche, preparándose para un asalto. Al-Shanfara da una descripción detallada de sus armas, especialmente su arco y flechas (la idealización de las mismas era un tema frecuente en la poesía de los Sa'alik); también revela su afecto por sus compañeros.

## Legado
Al-Shanfara aparece como un personaje en Resalat Al-Ghufran, escrito por Al-Ma'arri alrededor de 1033. En esta obra, durante una visita imaginaria al infierno, un jeque que había criticado a al-Ma'arri se encuentra con al-Shanfara junto con Ta'abbata Sharran .

## Ediciones
- 'Abd al-'Azīz al-Maymanī, Al-T.arā'if al-Adabiyyah (El Cairo: Mat.ba'at Lajnat al-Ta'līf wa al-Tarjamah wa al-Nashr, 1937), 31-42 ( la mayor parte de la poesía de al-Shanfarā, excluyendo el Lāmiyyat al-'Arab y el Mufaḍḍaliyyah no. 20 )

### Tradicional
- Lyall, Charles James, ed. (1918). The Mufaddaliyat; an anthology of ancient Arabian odes 2. Oxford, Clarendon Press.

### Contemporánea
- Allen, Roger (2005). The Arabic Literary Heritage: The Development of its Genres and Criticism. Cambridge University Press. ISBN 0-521-48525-8.
- Arazi, Albert (1997). «Al-Shanfara». Encyclopaedia of Islam 9 (2 edición). Leiden: Brill Publishers. pp. 301-303. ISBN 9004104224.
- A. F. L. Beeston; T. M. Johnstone; R. B. Serjeant, eds. (1983). «Background Topics». Arabic Literature to the End of the Umayyad Period. Cambridge University Press. ISBN 0521240158.
- Khulayf, Yusuf (1978). الشعراء الصعاليك في العصر الجاهلية [The Brigand-Poets in the Pre-Islamic Era] (en árabe) (3 edición). Dar al-Ma'arif.
- Lewis, Bernard (1985). «The Crows of the Arabs». Critical Inquiry 12 (1): 88-97. ISSN 0093-1896. doi:10.1086/448322.
- Mansour, Wisam (2005). «Al-Shanfara's Lamiyyatu'l Arab and the Horrors of Desert Travelling». Ankara Üniversitesi Dil Ve Tarih-Coğrafya Fakültesi Dergisi 45 (2): 45-57. doi:10.1501/Dtcfder_0000000929.
- Nicholson, Reynold A. (1900). «The Risālatu'l-͟G͟hufrān: By Abū'l-'Alā al-Ma'arrī». The Journal of the Royal Asiatic Society of Great Britain and Ireland: 637-720. ISSN 0035-869X.
- Sezgin, Fuat (1975). Geschichte des arabischen Schrifttums: Bd. 2, Poesie Bis ca. 430 H. Leiden: Brill.
- Stetkevych, Suzanne Pinckney (1986). «Archetype and Attribution in Early Arabic Poetry: Al-Shanfarā and the Lāmiyyat al-'Arab». International Journal of Middle East Studies 18 (3): 361-90. doi:10.1017/S0020743800030518.
- Tuetey, Charles Greville, ed. (1985). Classical Arabic Poetry: 162 Poems from Imrulkais to Ma'rri. London: KPI.

- Datos: Q374253